# Ludwig Wolff (Schriftsteller)
Ludwig Ernst Wolff (* 7. März 1876 in Bielitz; † nach 1958 in den Vereinigten Staaten) war ein Schriftsteller und Filmregisseur.

## Leben
Ludwig Wolff entstammte einer jüdischen Familie. Er wuchs in Wien auf, wo er das Akademische Gymnasium besuchte. Nach einem Studium der Rechtswissenschaften wandte er sich der Schriftstellerei zu. Er ist Verfasser einer Reihe zwischen 1899 und 1933 erschienener, erfolgreicher Unterhaltungsromane, die teilweise noch in den 1950er und 1960er Jahren neu aufgelegt wurden. Daneben schrieb er Filmdrehbücher und führte zwischen 1918 und 1924 auch selbst Regie bei einigen Spielfilmen. 1936 lebte er in Berlin, wo er wegen angeblicher Schulden, die er in einem Ort bei Marseille hinterlassen haben soll, verhaftet wurde. Einen Monat später wurde er enthaftet. Wolff starb im amerikanischen Exil.

## Werke
- Im toten Wasser, Dresden 1899
- Die Mondscheinsonate. Komödie in einem Akt, 1899
- Studentenroman, Dresden [u. a.] 1900
- Der Absturz, Berlin 1912
- Der Sohn des Hannibal, Berlin [u. a.] 1914, verfilmt 1918 und 1926
- Der Krieg im Dunkeln, Berlin [u. a.] 1915, verfilmt mit Greta Garbo 1928
- Das Flaggenlied, Berlin [u. a.] 1916
- Die Spieler, Berlin [u. a.] 1918
- Doktor Bessels Verwandlung, Berlin 1920, verfilmt 1927
- Die Kwannon von Okadera, Berlin 1921
- Die Prinzessin Suwarin, Berlin 1922, verfilmt 1923, Regie: Johannes Guter
- Garragan, Berlin 1924
- Kopf hoch, Charly!, Berlin 1926, verfilmt 1926
- Zwei unterm Himmelszelt, Berlin 1927
- Ariadne in Hoppegarten, Berlin 1928
- Smarra, Berlin 1930, verfilmt 1930
- Die vier letzten Dinge, Berlin 1931
- Mensch auf der Flucht, Berlin 1932
- Traum einer Nacht, Berlin 1932 (zusammen mit Carl Behr)
- Das Recht zu leben, Zürich [u. a.] 1936

## Filmografie
- 1918: Tanzendes Gift (Regie)
- 1919: Das Schicksal der Carola von Geldern (Regie)
- vor 1921: Heimgefunden (Regie)[5]
- 1920: Die Kwannon von Okadera
- 1920: Steuermann Holk (Regie)
- 1921: Die Bestie im Menschen (Regie, Drehbuch)
- 1922: Die Tänzerin Navarro (Regie)
- 1923: Der Absturz (Regie, Drehbuch)
- 1923: Die Liebe einer Königin (Regie, Drehbuch, Produktion)
- 1924: Garragan (Regie, Drehbuch, Produktion)
- 1930: Hai-Tang. Der Weg zur Schande (Drehbuch)